# Racławice (gmina)
Pour les articles homonymes, voir Racławice.
Racławice est une gmina rurale du powiat de Miechów, Petite-Pologne, dans le sud de la Pologne. Son siège est le village de Racławice, qui se situe environ 15 km à l'est de Miechów et 37 km au nord-est de la capitale régionale Cracovie.
La gmina couvre une superficie de 59,18 km2 pour une population de 2 514 habitants.

## Géographie
La gmina inclut les villages de Dale, Dosłońce, Dziemierzyce, Głupczów, Górka Kościejowska, Góry Miechowskie, Janowiczki, Klonów, Kościejów, Marchocice, Miroszów et Racławice.
La gmina borde les gminy de Działoszyce, Miechów, Pałecznica, Radziemice, Skalbmierz et Słaboszów.